# Boss General Catalogue
Il Boss General Catalogue (GC, a volte General Catalogue) (in italiano: Catalogo generale di Boss) è un catalogo astronomico contenente 33.342 stelle. È stato compilato da Benjamin Boss (1880-1970) e pubblicato negli Stati Uniti nel 1936. Il suo nome originale era General Catalogue of 33,342 Stars e sostituì il precedente Preliminary General Catalogue of 6188 Stars for the Epoch 1900 pubblicato nel 1910 dal padre di Benjamin, Lewis Boss.